# Wojciech Pomajda

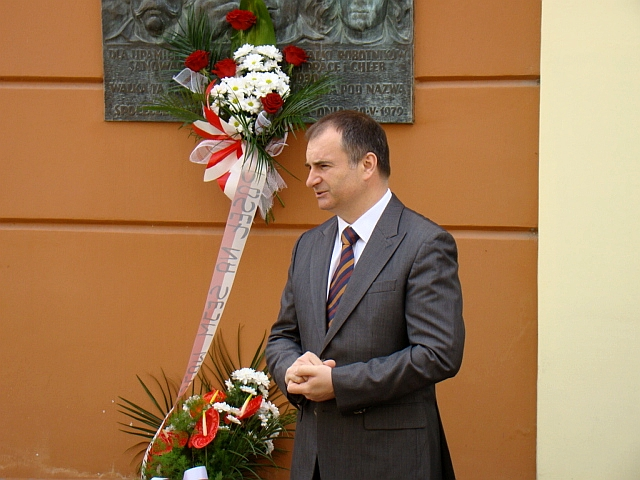
Wojciech Pomajda (2010)

Wojciech Tadeusz Pomajda (* 18. August 1968 in Przemyśl) ist ein polnischer Politiker (Sojusz Lewicy Demokratycznej), Staatsbeamter und von 2005 bis 2011 Abgeordneter des Sejm in der V. und VI. Wahlperiode.

## Leben und Beruf
1992 absolvierte er sein Studium an der Fakultät für Handel mit Rohstoffen und Landwirtschaftlichen Produkten der Landwirtschaftsakademie Krakau und 1995 beendete er sein Aufbaustudium im Bereich des Gemeinschaftsrechts für Landwirtschaft und Gemeinschafts-Agrarpolitik in der Polnischen Akademie der Wissenschaften (Polska Akademia Nauk).
In den Jahren 1992 bis 1997 war er Spezialist für Projekte des Fonds für Landwirtschaftliche Hilfsprojekte. Er war im Komitee für Europäische Integration für die Koordination des Programms Fiesta II. In der Agentur für den Landwirtschaftlichen Hilfsprogramm-Fonds  in Rzeszów bekleidete er das Amt eines Leitenden Spezialisten für Projekte. 1999 war er Berater des Woiwoden von Podkarpackie. Von 1999 bis 2001 war er Direktor der Agentur für den Landwirtschaftlichen Hilfsprogramm-Fonds in Rzeszów. In den Jahren von 2001 bis 2003 war er Vorsitzender des Programmrats des Landesberatungszentrums für die Entwicklung der Landwirtschaft und Ländlicher Regionen und Direktor des Landwirtschaftlichen Hilfsprogramm-Fonds. Von Juli 2003 bis Oktober 2005 bekleidete er die Funktion des Vorsitzenden der Agentur für Restrukturierung und Modernisierung der Landwirtschaft.

## Politik
In der Parlamentswahl 2005 wurde er für den Sojusz Lewicy Demokratycznej (Bund der Demokratischen Linken – SLD) zum ersten Mal Abgeordneter des Sejm. In den Parlamentswahl 2007 wurde er über die Liste der Lewica i Demokraci (Linke und Demokraten – LiD) mit 11.015 Stimmen für den Wahlkreis Krosno erneut in den Sejm gewählt. Er ist Mitglied der Sejm-Kommissionen für Landwirtschaft und EU-Angelegenheiten. Am 22. April 2008 wurde er Mitglied der neu gegründeten Fraktion Lewica. 2011 kandidierte er nicht erneut und schied daher aus dem Parlament aus.